# Nationales Museum der Philippinen

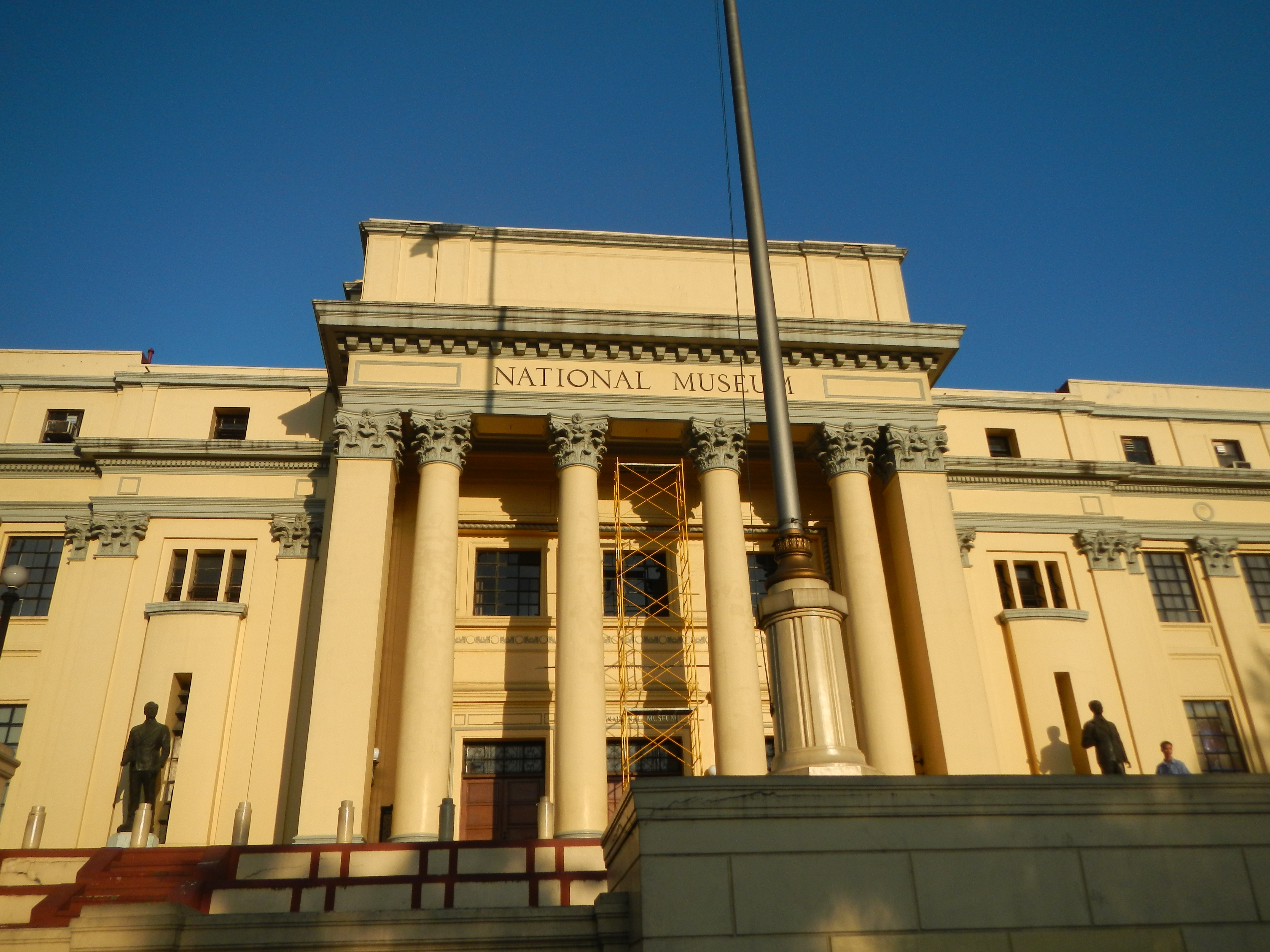
Eingangsgebäude zum Nationalmuseum

Das Nationale Museum der Philippinen (Filipino: Pambansang Museo ng Pilipinas) befindet sich zwischen der Stadtfestung Intramuros und dem Rizal-Park an der P. Burgos Street in Manila und ist das bedeutendste Museum der Philippinen.

## Aufgabe
Das Museum informiert über Kunst und Kultur der philippinischen Nation, ihren verschiedenen Völkern, ihrer Herkunft, Entwicklung und ihrem kulturellen Erbe. Es beherbergt die bedeutendsten Forschungseinrichtungen zur Dokumentierung der Flora und Fauna des Landes. Weitere Schwerpunkte bilden die Anthropologie, Archäologie, Geologie, Botanik, Zoologie und Astronomie. In der Nähe des Gebäudekomplexes befindet sich ein Planetarium.

## Geschichte
Der 1901 gegründete erste Vorläufer des Museums hatte die Aufgabe, Informationen über Ethnologie, Naturgeschichte und den historischen Handel der Philippinen zu sammeln, was sich im Namen widerspiegelte: Insular Museum of Ethnology, Natural History and Commerce. Der Name wurde 1903 geändert in Büro zur Erforschung der Ethnologie (Bureau of Ethnological Survey). Dieser Name wurde wiederum 1904, nach einer Ausstellung in St. Louis, geändert in Philippinisches Museum (Philippine Museum). Die Fachrichtung der Erforschung der Ethnologie wurde 1906 vom Bildungsministerium übernommen. Im Verlauf seiner Geschichte musste das Museum mehrfach Fachrichtungen abgeben und auch wieder aufnehmen. 1945 wurde das gesamte Museumsgebäude beim Bombardement der USAAF zerstört. Nach dem Krieg wurde das Museum dem Landwirtschaftsministerium der Philippinen unterstellt und ab 1951 dem Bildungsministerium.
Die heutige Organisationsstruktur wurde 1988 samt neuen Fachrichtungen eingeführt. Am 12. Februar 1998 unterschrieb Präsident Fidel Ramos das National Museum Act of 1998 (Republik-Gesetz 8492), womit er das National Museum System einführte, das eine zentrale Steuerung der Aktivitäten der einzelnen Museen unter Leitung der Fachrichtungen des Nationalen Museums der Philippinen ermöglichte.

## Ausstellungen
Bedeutende ständige Ausstellungen sind Die Geschichte der philippinischen Nation (The Story of the Filipino People), die Schätze der San Diego (The Treasures of the San Diego).
Weitere Ausstellungsstücke stammen aus den Ausgrabungen im Cagayan Valley, Arubo (Nueva Eijca), Butuan (Mindanao), der Lena Shoal Dschunke und Banton (Romblon).
Die konservierten Überreste eines vorkolonialen philippinischen Kauffahrtsschiffes vom Typ Balangay sind ausgestellt.

## Trivia
Epifanio de los Santos, der umfangreiche Dokumente über die Philippinen in Europa sichern konnte, leitete vom 16. Mai 1925 an bis zu seinem Tod das Museum.